# Stile Luigi XVI
Lo Stile Luigi XVI  nell'arredamento precede di qualche anno il regno di Luigi XVI (1774-1793), da cui prende il nome. Intorno al 1765 l'arredamento in Francia è caratterizzato dalla rinuncia alle forme bombate nei mobili, a favore di una linea dritta, più semplice, sobria e geometrica, ispirata al classicismo greco-romano. Gli ebanisti più noti sono stati Jean-Henri Riesener (di origine tedesca), Guillaume Beneman (di origine tedesca),
Adam Weisweiler (tedesco) e Jean-François Leleu (francese) che ebbero commissioni da Madame du Barry e dalla regina Maria Antonietta.

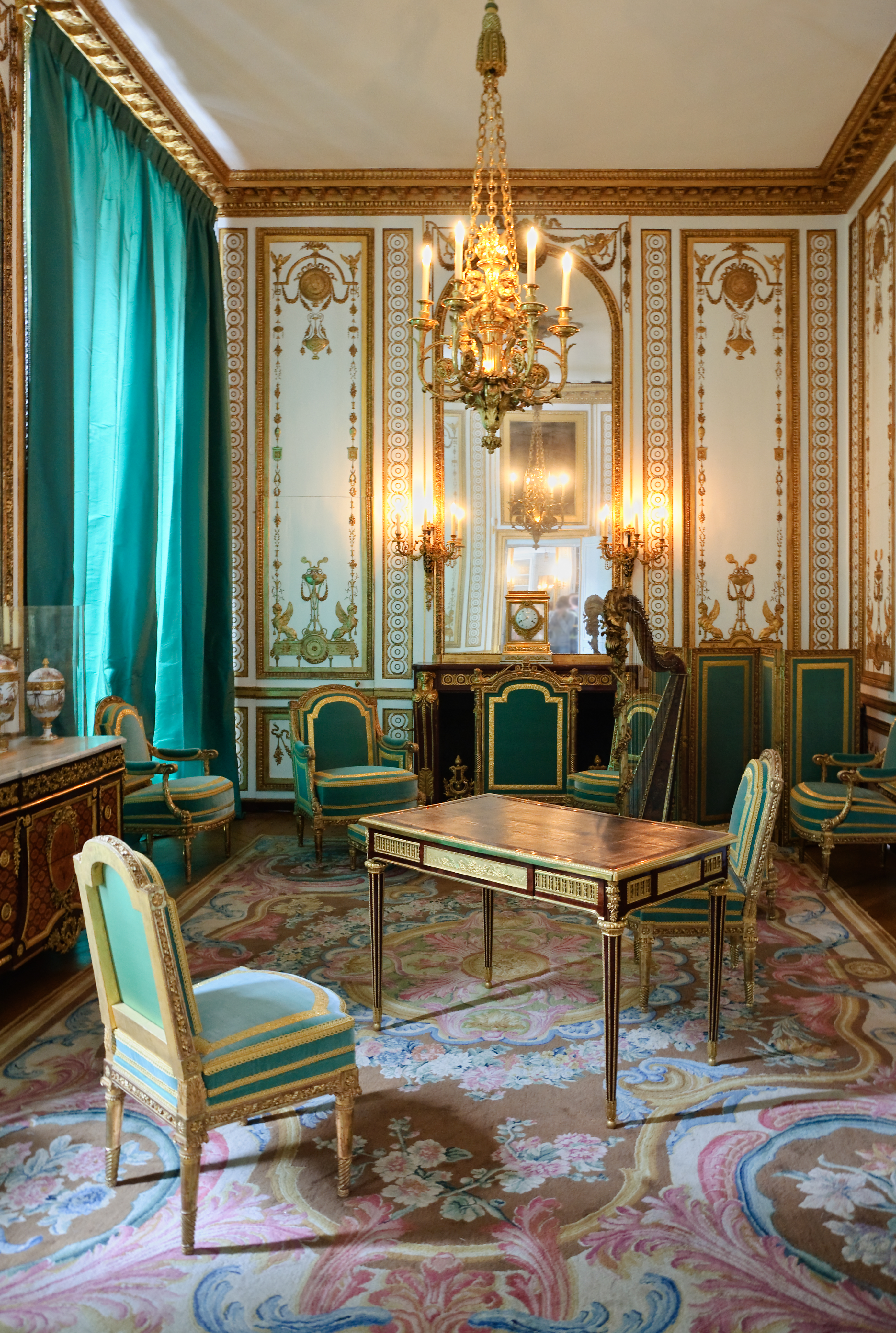
Cabinet dorato di Maria Antonietta a Versailles

## Storia
Il Neoclassicismo è lo stile predominante, in architettura, in pittura e in scultura, alla fine del regno di Luigi XV. Si afferma come reazione agli eccessi del rococò. Un rinnovato interesse per la cultura classica suscitarono i reperti archeologici, provenienti dagli scavi di Ercolano e di Pompei, che ebbero inizio nel 1738 e nel 1748. Madame de Pompadour (che possedeva una comode à la greque) e Madame Du Barry sostennero il nuovo gusto, per mobili e per oggetti d'arredamento ispirati all'antichità. La compostezza delle forme geometriche si contrappose quindi alle capricciose e bizzarre, alle complesse volute del rococò (in Francia conosciuto come Stile Luigi XV), che tramontò nell'ottavo decennio del Settecento. Dal genre pittoresque, dal gout rocaille si passò al gout grec, anche per scelta ideologica e culturale, poiché le civiltà greca e romana erano considerate allora esempi di perfezione, etica ed estetica. Lo stile investiva anche l'arte: lo scultore Jean-Antoine Houdon (1741-1828) raffigurò in toga romana personaggi illustri del tempo e il suo nudo di Diana rievocava la scultura greca. Nel castello di Bagattelle del conte Carlo d'Artois (che poi divenne re, col nome di Carlo X di Francia), ultimato nel 1777, gli arredi furono disegnati dall'architetto François Joseph Bélanger in uno stile rigoroso, austero e lineare. Uno straordinario esempio di questo stile è la Tavola di Teschen, creata nel 1779-80 dall'orafo tedesco Johann Christian Neuber e oggi esposta al Louvre. Un altro esempio rilevante di questo stile lo diede il progettista ornatista Richard de Lalonde, contraddistinguendolo con le fogge più definite ed autonome.

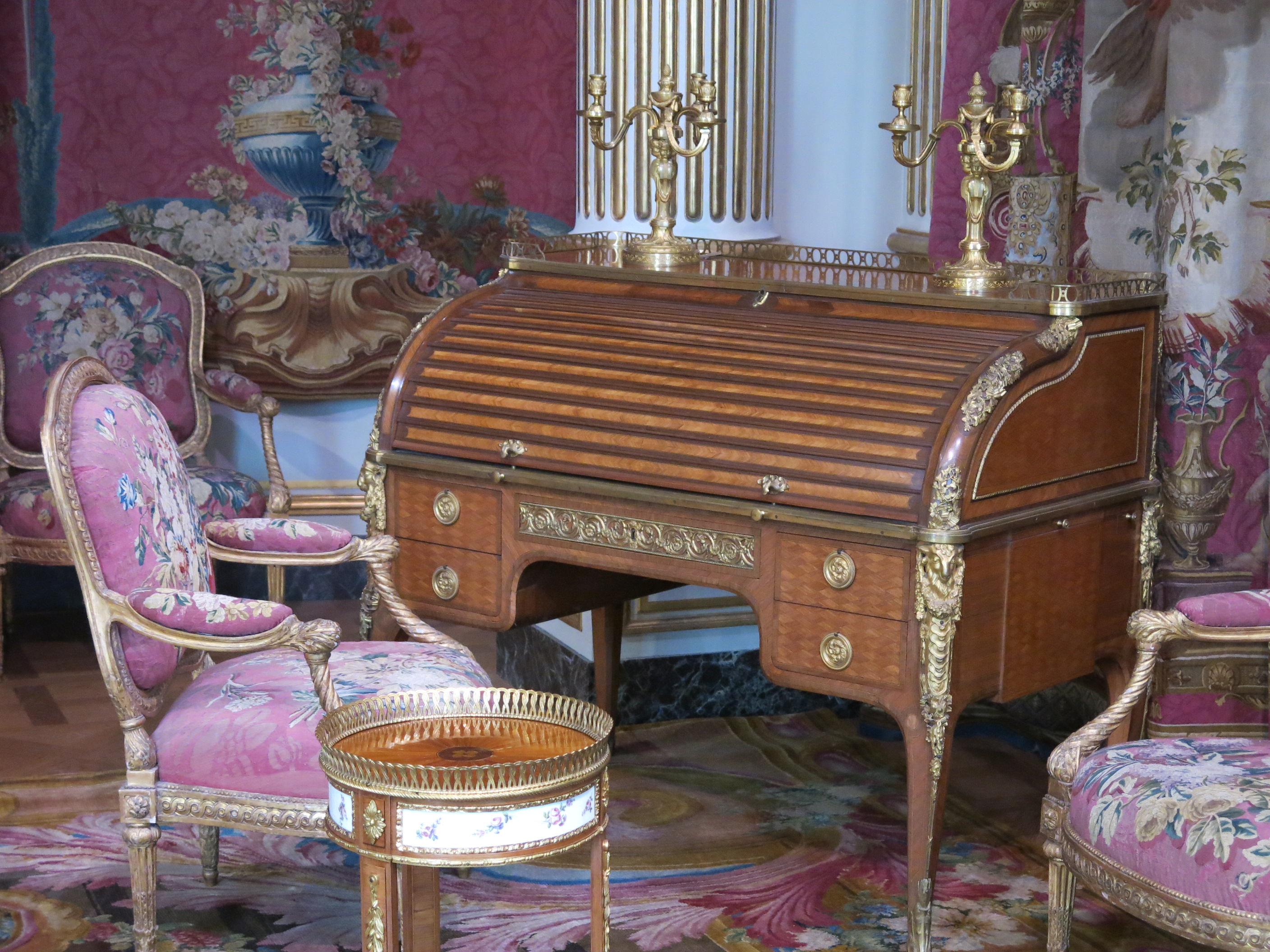
Scrivania a cilindro detta Roi de Sardaigne

## Caratteri
Più semplice e sobrio, ma sempre di raffinata esecuzione, nei minuti dettagli, lo Stile Luigi XVI è caratteristico per il rigore geometrico dell'ornato e per la nitidezza dei volumi dei mobili. Tavoli, consoles, scrittoi, tavolini da gioco e da tè, sedie e poltrone hanno gambe dritte e sottili, a sezione squadrata o tonda e con piedi tronco-piramidali o tronco-conici. 
Lo stile impone legni esotici, come il mogano e l'ebano; i piani di tavoli e tavolinetti, di cassettoni e di consoles sono talvolta coperti da marmo, ma chiaro, preferibilmente di Carrara. Sedie, divani e poltrone hanno tappezzerie operate in pura seta, impreziosite da elementi decorativi minuti, come fiorellini, festoni, medaglioni.
Per i disegni si attinge al repertorio classico (figure mitologiche e amorini) e alla botanica (motivi floreali stilizzati, ghirlande e festoni vegetali, foglie d'alloro, tralci di quercia). I mobili sono intarsiati anche con panneggi, con cordoni e nappe, con medaglioni contenenti cammei, con trofei musicali (per la stanza della musica) o d'amore (faretre, archi, frecce - le armi di Cupido - fiaccole e nodi dell'amore). Delicate e leggere decorazioni ad intarsio, con tralci di rose, con corone, con colombe, sono disposte in rigorosa simmetria sui fianchi dei mobili, sui ripiani, sui cassetti. Gli ornamenti in bronzo dorato al mercurio (tecnica abbandonata nell'Ottocento, perché nociva alla salute) sono leggeri, ma raffinati. In ebanisteria, poco alla volta i fiori ad intarsio sono sostituiti da ornati puramente geometrici.

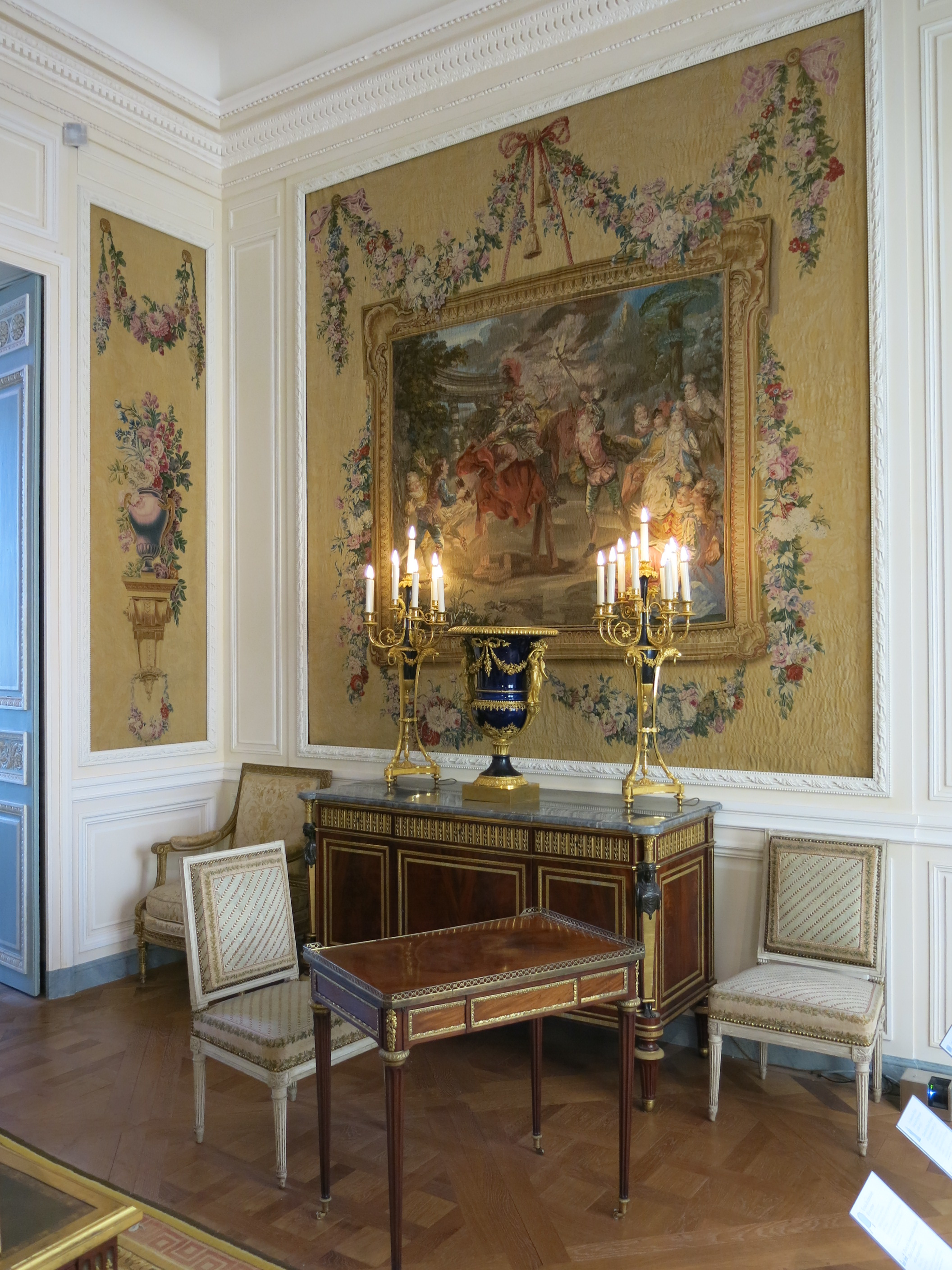
Mobili delle residenze reali (Louvre, Sala 59 Arts Décoratifs)

I cassettoni sono lastronati in ebano, in bois de rose, sul davanti e sui fianchi, e poi intarsiati con legni colorati (mandorlo, bosso, limone, noce biondo, agrifoglio, acero) e impreziositi da applicazioni in bronzo dorato e cesellato. La linea strutturale del mobile si irrigidisce e l'ornato resta nei suoi bronzi e nelle sue tarsie, in cui si impiegano essenze lignee esotiche e legni di frutto. Le maniglie sono pendenti, tonde oppure ellittiche, contornate da un minuscolo perlinato. 
Le poltroncine diventano più rigide e geometriche, ma sono leggere ed eleganti, con gambe dritte scanalate e affusolate - terminanti in una sfera o in un ditale - con schienali piatti, quadrati o rettangolari (à la reine), oppure curvati e morbidamente avvolgenti (en cabriolet).
Anche i letti sono ispirati all'antichità classica: hanno i montanti costituiti da colonne scanalate o da pilastri, che terminano con pigne o con pomi, scolpiti in bronzo dorato oppure intagliati nel legno.
Nei mobili dipinti prevalgono i colori chiariː il bianco e l'azzurro; le linee dei cassetti e dei fianchi sono sottolineate da dorature a foglia, gli elementi decorativi sono colti dall'antichità classica, considerata un modello di felice armonia e di proporzione.
Nasce un nuovo tipo di mobile: la vetrina, per contenere e mettere in mostra porcellane, giade, vetri, ventagli, collezioni di oggetti preziosi. Alla scrivania piatta si affianca il bureau à cylindre che può essere chiuso da una calata bombata o da una serranda snodata. Le signore alla moda possiedono un bonheur du jour, scrivania di contenute dimensioni dotata di cassettini e nel salotto fa la sua comparsa un tavolino tondo col piano di marno, chiamato guéridon e ideato per un gioco di società.
L'imperatrice Eugenia a metà dell'Ottocento, nella decorazione degli interni scelse un ritorno al gusto del Settecento, in particolare al Luigi XVI: il nuovo stile fu chiamato Napoleone III, ma anche Mariantonietta, dal nome della regina francese. I mobili ottocenteschi si riconoscono perché hanno forme più pesanti. Nel realizzarli furono spesso usati macchinari e i bronzi non sono dorati al mercurio, ma con metodo galvanico. 

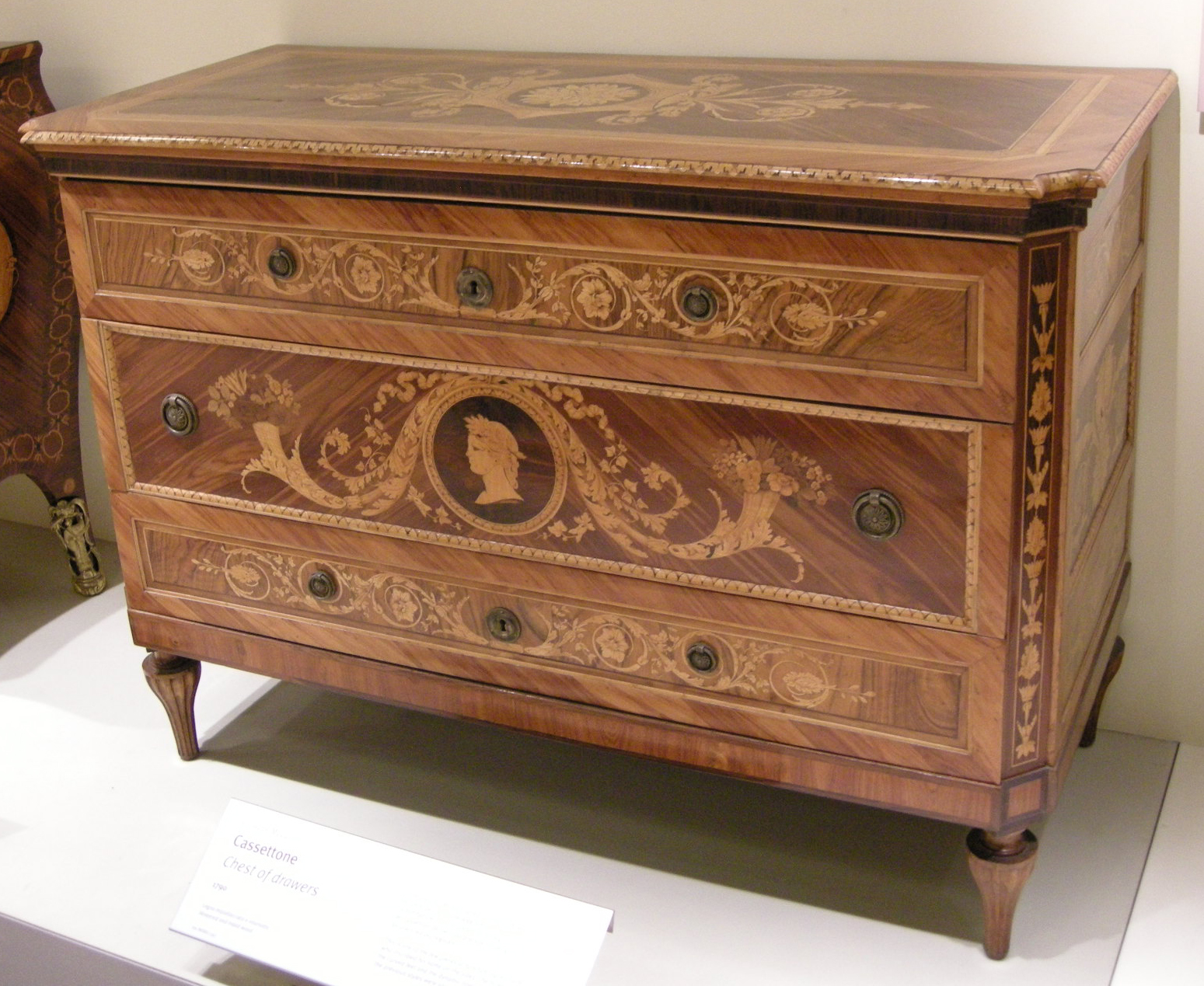
Giuseppe Maggiolini, cassettone, 1790

### In Italia
Lo Stile Luigi XVI adotta in Italia la struttura irrigidita, ma un ricordo del gusto rocaille resta nella decorazione ad intarsio. Gli ebanisti italiani preferiscono legni chiari, come il ciliegio, coprono i mobili di lastronature, fatte con legno di frutto, di bosso, di noce, di palissandro, di bois de rose. Le gambe delle sedie e dei tavoli sono cilindriche, o tornite, o piramidali, o affusolate. I braccioli delle poltrone sono a volte un po' curvi, ma le spalliere sempre dritte. 
Un artista che lega il suo nome alla storia dell'arte è Giuseppe Maggiolini, ricordato per finezza e complessità degli intarsi. Realizzava cassettoni di dimensioni proporzionate, sorretti da gambe a tronco di piramide o a forma troncoconica (a spillo). Il ripiano, i fianchi e i pannelli centrati avevano decori geometrici o con vedute di città o con paesaggi o con cammei.

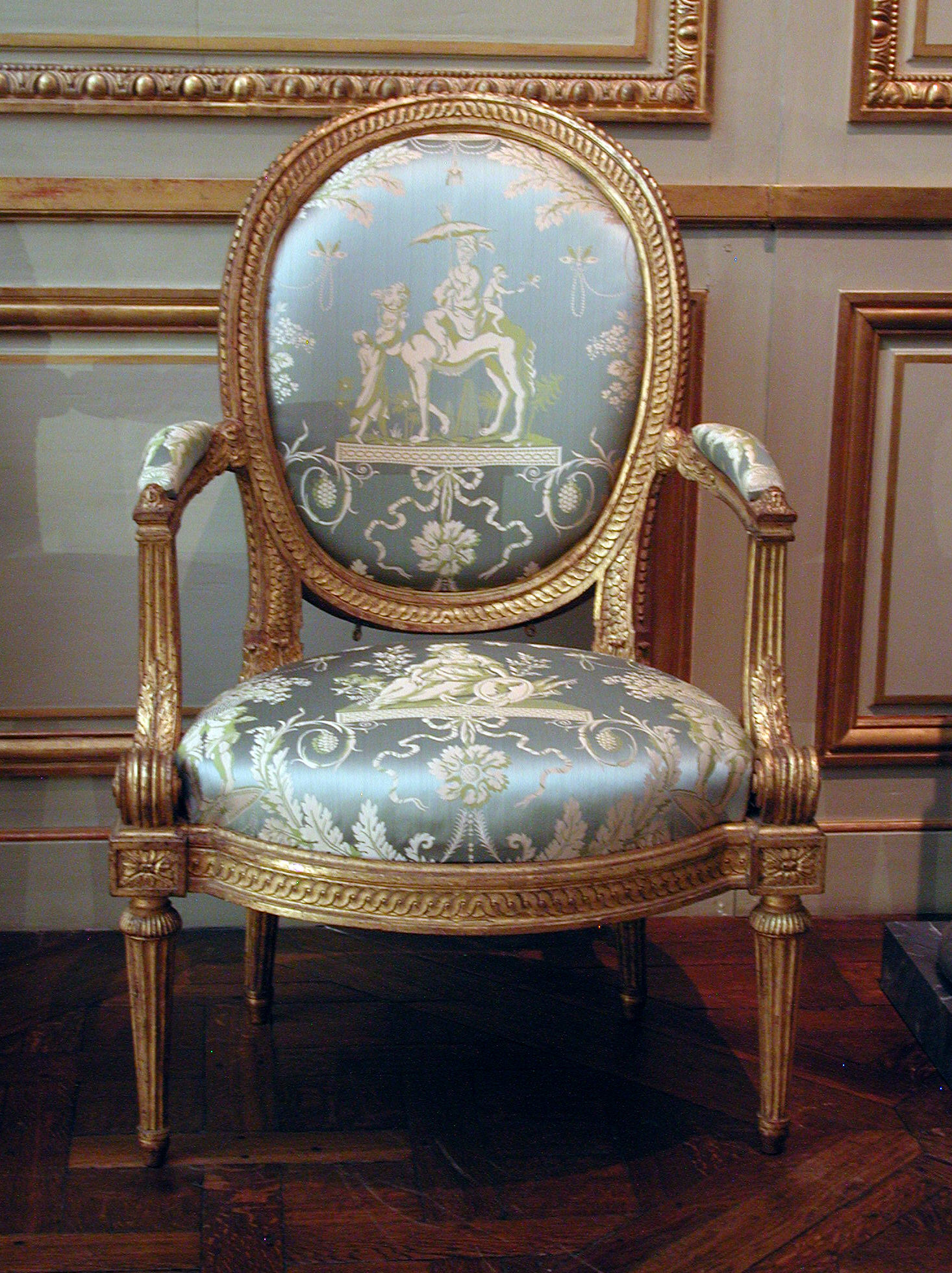
Louis Delanois, poltroncina (Metropolitan Museum)